# 타이슨 챈들러
타이슨 클리오티스 챈들러(영어: Tyson Cleotis Chandler, 1982년 10월 2일 ~ )는 미국의 농구 선수로 포지션은 센터이다.

## 생애
타이슨 챈들러는 프랭크 챈들러와 버니 스레드질 사이에서 태어났다. 챈들러는 캘리포니아주 프레스노 남쪽에 위치한 핸포드에 있는 가족 농장에서 자랐다. 3살 때부터 할아버지였던 클레오티스가 나무에 달아준 농구 골대를 이용해 농구를 하기 시작했다. 챈들러는 젖짜기, 돼지 먹이주기, 농장물 수확하기 같은 농장일을 하면서 자랐다.
9살때 챈들러와 어머니는 캘리포니아주 샌버너디노로 이주했는데, 챈들러의 키는 이미 6피트(약 183cm)에 달했다. 어린 시절 챈들러는 큰 키 때문에 자주 놀림을 당했는데, 학교 농구부의 아이들은 챈들러가 나이보다 늙어보인다고 놀려서 챈들러는 학교를 여러 번 떠나야 했다.
챈들러와 가족들은 캘리포니아주 콤프턴으로 이주하면서 챈들러는 도밍게즈 고등학교에 다니게 되었는데, 데니스 존슨과 세드릭 세발로스와 같은 농구 선수들을 배출한 것으로 알려진 학교였다. 1학년 때부터 챈들러는 학교 대표팀이 되면서 당시 4학년인 미래의 NBA 선수 테이션 프린스와 함께 뛰었다. 도밍게즈 농구팀에서 챈들러는 엄청난 반향을 일으켰는데 디마 데로산과 같은 선수는 챈들러가 경기하는 것을 보고 "챈들러는 샤킬 오닐 같다."라고 말했다.
3학년 때 챈들러는 경기당 20득점, 12리바운드, 6어시스트, 3블록슛을 기록했다. 4학년 때에는 31승 4패를 기록하면서 팀을 주 챔피온으로 이끌었는데, 경기당 평균 26득점, 15리바운드, 8블록슛을 기록했다. 챈들러는 UCLA, 애리조나, 시러큐스, 멤피스, 켄터키, 미시간 대학교와 같은 농구 명문 대학교의 입학제의를 받았다. 하지만 챈들러는 2001년 NBA 드래프트에 참여할 것이라고 밝혔다.

## NBA 선수 시절

### 시카고 불스 (2001 ~ 2006)
2001년 드래프트에서 타이슨 챈들러는 로스앤젤레스 클리퍼스의 1라운드 전체 2순위 지명을 받았는데, 곧바로 2000년 시즌 신인왕 시카고 불스 엘튼 브랜드와 트레이드된다.

### 댈러스 매버릭스 (2010 ~ 2011)
덕 노비츠키, 제이슨 키드와 함께 플레이오프 파이널에서 우승한다

### 뉴욕 닉스 (2011 ~ 현재)
2011년 12월 9일 챈들러는 4년 동안 총액 5천 9백만 달러를 받는 조건으로 뉴욕 닉스와 계약을 체결한다. 챈들러는 세 팀이 관여된 사인 앤 트레이드 방식으로 뉴욕에 오게 된 것이다. 시즌 개막일이었던 2011년 크리스마스 경기에서 7 득점, 3 리바운드, 6개의 블록슛을 기록하면서 팀이 보스턴 셀틱스를 106대 104로 이기는 데 기여한다.

### 댈러스 매버릭스 (2014-현재)
2014년 6월 26일 챈들러는 델러스 매버릭스로 트레이드됐다.